# Glasoogbaars
De glasoogbaars (Heteropriacanthus cruentatus) is een straalvinnige vissensoort uit de familie van de grootoogbaarzen (Priacanthidae).
De wetenschappelijke naam van de soort is voor het eerst geldig gepubliceerd in 1801 door Bernard Germain de Lacépède.

## Kenmerken
Deze vis wordt zo genoemd vanwege de flonkerende reflecterende laag in hun opvallend grote ogen. De lichaamslengte bedraagt maximaal 50 cm en het gewicht tot 2,5 kg.

## Leefwijze
Het voedsel van deze solitair levende, nachtactieve vissen bestaat in hoofdzaak uit visjes, garnalen, inktvissen, krabben, wormen en andere zeedieren. Overdag zijn ze te vinden onder steenrichels of in rifspleten.

## Verspreiding en leefgebied
Deze soort komt wereldwijd voor in de tropische zeeën.